# نيكولا إيفانوفيتش
نيكولا إيفانوفيتش مواليد 19 فبراير 1994 في بودغوريتسا، صربيا والجبل الأسود، هو لاعب كرة سلة مونتينيغري. بدأ مسيرته الاحترافية في سنة 2012. يلعب مع أورلاندينا باسكيت في ليغا باسكيت الدرجة الأولى كلاعب هجوم خلفي. يحمل الرقم 20.

## المسيرة الاحترافية
لعب مع نادي مورنار بار لكرة السلة في موسم 2010–2011، ثم لعب مع نادي بودوشنوست لكرة السلة من سنة 2011 إلى 2015، ثم لعب مع نادي ميغا لكرة السلة في موسم 2015–2016، ثم لعب مع نادي إيه إي كي لكرة السلة في سنة 2016.

## روابط خارجية
- نيكولا إيفانوفيتش على موقع الاتحاد الدولي لكرة السلة (الإنجليزية)
- نيكولا إيفانوفيتش على موقع الدوري الأوروبي لكرة السلة (الإنجليزية)
- نيكولا إيفانوفيتش على موقع كرة السلة الأوروبية.كوم (الإنجليزية)
- نيكولا إيفانوفيتش على موقع ريلجم (الإنجليزية)
- نيكولا إيفانوفيتش على موقع بروبوليرز (الإنجليزية)
- نيكولا إيفانوفيتش على موقع سبورتس رفرنس (الإنجليزية)